# 王宗炎
王宗炎（1755年—1826年），字以除，號穀塍，又號晚聞居士，浙江紹興府蕭山縣人，進士出身。

## 生平
乾隆四十五年（1780年）庚子科進士，未授官而歸。學問淵博，通籍後，杜門不出，築有十萬卷樓藏書，以文史自娛，尤好誘掖後進。章學誠臨終前將《文史通義》交付王宗炎校正。王宗炎編次三十卷，道光六年（1826年）未定稿而卒，稿本再歸沈曾植。

## 著作
著有《晚聞居士遺集》九卷。

## 家族
有子王端履。